# Argyrosticta apicalis
Argyrosticta apicalis är en fjärilsart som beskrevs av Embrik Strand 1916. Argyrosticta apicalis ingår i släktet Argyrosticta och familjen nattflyn. Inga underarter finns listade i Catalogue of Life.